# Ordine della Repubblica (Cecoslovacchia)
L'Ordine della Repubblica è stato una decorazione della Cecoslovacchia.

## Storia
L'Ordine è stato fondato il 3 aprile 1951 e modificato nel 1977 per premiare meriti straordinari nella costruzione della Repubblica Cecoslovacca, in particolare nella produzione, nelle attività culturali o scientifiche, o per il rafforzamento delle capacità difensive del paese.

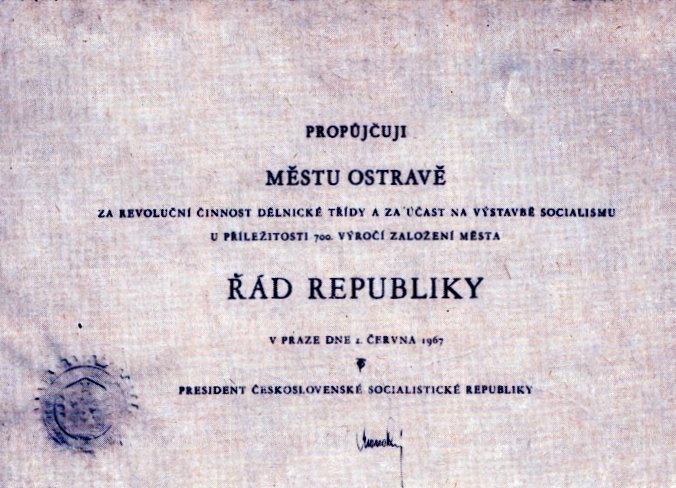
Documento di attestazione

## Insegne
- Il nastro era blu con due righe orizzontali, quella superiore bianca, quella inferiore rossa.